# Хохлов, Иван Николаевич
Иван Николаевич Хохлов — советский государственный и хозяйственный деятель.

## Биография
Родился в 1912 году в Краматорске. Член КПСС.
С 1926 года — на хозяйственной работе. 
В 1926—1988 гг. :
- слесарь завода, начальник смены управления в Енакиево,
- помощник прораба, инженер управления «Коксхиммонтаж»,
- прораб. начальник монтажной конторы, главный инженер управления «Коксхиммонтаж» в Нижнем Тагиле, Челябинске,
- начальник СМУ «Коксхиммонтаж» города Днепродзержинска,
- главный инженер треста «Коксхиммонтаж» города Москвы,
- главный специалист строительства Бхилайского МК,
- министр, первый заместитель министра строительства Казахской ССР,
- министр монтажных и специальных строительных работ Казахской ССР,
- руководитель советских специалистов на строительстве Искендерунского МК,
- генеральный директор строительства Анабского МЗ в Алжире,
- заместитель министра монтажных и специальных строительных работ СССР.

Избирался депутатом Верховного Совета Казахской ССР 6-го, 7-го и 8-го созывов.
Умер в Москве в 1992 году.